# Manhunt International 2012
La 16.ª edición de Manhunt International, es un concurso de belleza masculina que se realizó el 9 de noviembre de 2012 en el  Scala Theatre del Siam Square de Bangkok, Tailandia. Donde Manhunt International 2011, Chen Jian Feng de China concederá el título a su sucesor June Macasaet de Filipinas al final del evento.

## Resultados

### Posiciones
| Final result               | Contestant |
| -------------------------- | --- |
| Manhunt International 2012 | - Filipinas - June Macasaet |
| Primer Finalista           | - Suecia - Peter Bo Jonsson |
| Segundo Finalista          | - Macao - Martin Wang |
| Tercer Finalista           | - Puerto Rico - Jimmy Pérez Rivera |
| Cuarto Finalista           | - Singapur - Jason Chee |
| Top 15                     | - Colombia - Jorge Pérez - Dinamarca - Alexander Bach - Estados Unidos - Andres Giraldo - Grecia - Thomas Daniel - India - Arry Dabas - Letonia - Ivan Jevstignjevs - República Dominicana - Joel Pérez - Suiza - Lavdrim Sylejmani - Tailandia - Mookkapon Posakabuth - Venezuela - Jeyco Estaba |

### Premiaciones Especiales
| Premio                        | Candidato          | País        |
| ----------------------------- | ------------------ | ----------- |
| Mr. Amistad                   | Alexander Bach     | - Dinamarca |
| Mr. Fotogénico                | Arry Dabas         | - India     |
| Mr. Físico                    | Martin Wang        | - Macao     |
| Mr. Popular en Internet       | Jason Chee         | - Singapur  |
| Nuevo Premio Urbano Masculino | June Macasaet      | - Filipinas |
| Mr. Personalidad              | Drew Palacious     | - Bahamas   |
| Mejor Modelo de Pista         | Ivan Jevstignejevs | - Letonia   |

#### Mejores Trajes Nacionales
| Resultado      | Candidato                     |
| -------------- | ----------------------------- |
| Ganador        | - Hong Kong – Guo Chuang Tao  |
| 1.er Finalista | - Vietnam – Nguyen Quang Huân |
| 2.º Finalista  | - Venezuela – Jeyco Estaba    |

## Candidatos
(En la tabla se utiliza su nombre completo, los sobrenombres van entrecomillados y los apellidos utilizados como nombre artístico, entre paréntesis; fuera de ella se utilizan sus nombres "artísticos" o simplificados):
| País                 | Candidato                | Edad | Estatura | Residencia     |
| -------------------- | ------------------------ | ---- | -------- | -------------- |
| Albania              | Greit Çollaku            | 18   | 1.93     | Durrës         |
| Alemania             | Cedric Pick              | 25   | 1.82     | Remscheid      |
| Angola               | Samuel Mapinda           | 24   | 1.90     |                |
| Australia            | Lee Stramkowski          | 25   | 1.87     |                |
| Bahamas              | Drew Palacious           | 23   | 1.87     | Freeport       |
| Bélgica              | Alexander Pauwels        | 28   | 1.82     |                |
| Bolivia              | Diego Soto Arce          | 26   | 1.94     | Cochabamba     |
| Bosnia y Herzegovina | Tarik Šubara             | 18   | 1.90     | Jablanica      |
| Brasil               | Márcio Lusardo           | 28   | 1.88     |                |
| Bulgaria             | Daniel Georgiev          | 18   | 1.85     |                |
| Camboya              | Sary Phanith             | 28   | 1.81     |                |
| China                | Liu Mingxiong            | 30   | 1.85     |                |
| Colombia             | Jorge Pérez              | 21   | 1.85     |                |
| Costa Rica           | Jorge Suárez             | 22   | 1.84     | San José       |
| Dinamarca            | Alexander Bach           | 25   | 1.85     | Rødovre        |
| Eslovaquia           | Karol Malý               | 24   | 1.84     | Bratislava     |
| España               | Miguel Arce              | 22   | 1.85     |                |
| Estados Unidos       | Andres Giraldo           | 22   | 1.80     |                |
| Francia              | Guillaume Reydel         | 25   | 1.80     | Boulay-Moselle |
| Filipinas            | June Macasaet            | 29   | 1.85     | Batangas       |
| Grecia               | Thomas Gabriel           | 22   | 1.82     |                |
| Hong Kong            | Guo Chuang Tao           | 20   | 1.88     |                |
| India                | Arry Dabas               | 26   | 1.86     | Bangalore      |
| Indonesia            | Akbar Kurniawan          | 24   | 1.80     | Yogyakarta     |
| Irán                 | Farhad Mosaffa           | 23   | 1.84     | Vancouver      |
| Japón                | Shintaro Kato            | 21   | 1.81     | Tokio          |
| Letonia              | Ivans Jevstignejevs      | 24   | 1.89     |                |
| Líbano               | Elie Najem               | 19   | 1.84     | Jezzine        |
| Lesoto               | Pubern Padayachee        | 27   | 1.84     | Durban         |
| Macao                | Martin Wang              | 25   | 1.88     |                |
| Malasia              | John Tan                 | 23   | 1.83     |                |
| México               | Alejandro Herrera García | 24   | 1.90     |                |
| Mongolia             | Bilguitei Buyankhishig   | 21   | 1.83     | Bangkok        |
| Nepal                | Sanish Shakya            | 23   | 1.87     | Katmandú       |
| Nigeria              | Stephen Bakare           | 30   | 1.93     | Abeokuta       |
| Panamá               | Henry Rodríguez          | 23   | 1.90     |                |
| Perú                 | Dany Peña                | 26   | 1.86     | Tacna          |
| Polonia              | Michał Danilewicz        | 24   | 1.88     | Biała Podlaska |
| Portugal             | Arthur Barbosa           | 20   | 1.82     | Recife         |
| Puerto Rico          | Jimmy Pérez Rivera       | 21   | 1.88     | Corozal        |
| República Checa      | Adam Klavík              | 22   | 1.92     | Záhoří         |
| República Dominicana | Joel Pérez               | 23   | 1.83     | La Altagracia  |
| Macedonia del Norte  | Martin Tasevski          | 24   | 1.89     | Skopje         |
| Rumania              | Andrei Malaescu Dumitriu | 25   | 1.80     |                |
| Singapur             | Jason Chee               | 24   | 1.83     | Singapur       |
| Sudáfrica            | Armand du Plessis        | 23   | 1.85     | Cape Town      |
| Sri Lanka            | Madura Peiris            | 23   | 1.86     | Moratuwa       |
| Suecia               | Peter Bo Jonsson         | 27   | 1.91     | Upsala         |
| Suiza                | Lavdrim Sylejmani        | 24   | 1.86     | Lugano         |
| Taiwán               | Fu Sheng-Chieh           | 30   | 1.83     |                |
| Tailandia            | Mookkapon Posakabuth     | 27   | 1.79     |                |
| Trinidad y Tobago    | Marc Daly                | 29   | 1.83     |                |
| Turquía              | Bugra Tugrul             | 20   | 1.88     | Estambul       |
| Venezuela            | Jeyco Estaba             | 28   | 1.88     | Petare         |
| Vietnam              | Nguyễn Quang Huân        | 24   | 1.85     |                |